# Campionati europei di slittino 2023
I Campionati europei di slittino 2023 furono la cinquantaquattresima edizione della rassegna continentale europea dello slittino, manifestazione organizzata dalla Federazione Internazionale Slittino. Si tennero il 14 e il 15 gennaio 2023 a Sigulda, in Lettonia, sulla pista omonima, la stessa sulla quale si svolsero le competizioni continentali del 1996, del 2010, del 2014, del 2018 e del 2021; con l'introduzione della nuova disciplina del doppio donne furono disputate gare in cinque differenti specialità: nel singolo femminile, nel singolo maschile, nel doppio femminile, nel doppio maschile e nella prova a squadre.
Questa competizione avrebbe dovuto svolgersi inizialmente a Lillehammer, in Norvegia, tuttavia la Federazione Internazionale, per ragioni organizzative, decise di spostare l'evento nella località baltica.
In seguito all'invasione dell'Ucraina il comitato esecutivo della FIL, in una riunione straordinaria tenutasi il 2 marzo 2022 a Berchtesgaden, decise di escludere gli atleti russi da tutte le competizioni disputate sotto la sua egida, detta disposizione fu poi successivamente riconfermata anche nel convegno svoltosi ad Imst il 24 settembre 2022, in vista dell'imminente inizio della stagione agonistica.
Anche questa edizione, come ormai da prassi iniziata nella rassegna di Paramonovo 2012, si svolse con la modalità della "gara nella gara" contestualmente alla quinta tappa della Coppa del Mondo 2022/23 premiando gli atleti europei meglio piazzati nelle suddette cinque discipline; inoltre, sulla base di quegli stessi risultati, furono assegnati anche i titoli europei under 23 sia nelle prove del singolo sia in quelle del doppio.
Vincitrice del medagliere fu la nazionale tedesca, che conquistò tre titoli sui cinque in palio e sette medaglie delle quindici assegnate in totale: quelle d'oro furono ottenute da Anna Berreiter nell'individuale femminile, da Max Langenhan nel singolo uomini e da Tobias Wendl e Tobias Arlt nel doppio maschile; nella gara a coppie femminile il primo posto fu appannaggio delle italiane Andrea Vötter e Marion Oberhofer mentre nella prova a squadre la vittoria andò alla formazione lettone costituita da Elīna Ieva Vītola, Kristers Aparjods, Mārtiņš Bots e Roberts Plūme. Gli atleti che riuscirono a salire per due volte sul podio in questa rassegna continentale furono i tedeschi Anna Berreiter, Max Langenhan, Tobias Wendl e Tobias Arlt ed i lettoni Elīna Ieva Vītola, Kristers Aparjods, Mārtiņš Bots e Roberts Plūme.

## Risultati

### Singolo donne
La gara fu disputata il 15 gennaio 2023 nell'arco di due manches e presero parte alla competizione 20 atlete in rappresentanza di 10 differenti nazioni. Campionessa uscente era la tedesca Natalie Geisenberger, non presente alla prova, e il titolo fu conquistato dalla connazionale Anna Berreiter, al suo primo podio continentale nella specialità, davanti all'altra teutonica Dajana Eitberger, già altre tre volte a medaglia nel singolo in un europeo -delle quali una d'oro- ed alla lettone Elīna Ieva Vītola, già bronzo in una precedente rassegna nel medesimo evento.
La speciale classifica riservata alle atlete under 23 vide primeggiare la lettone Elīna Ieva Vītola sulla tedesca Merle Fräbel e sull'altra baltica Sigita Bērziņa, classificatesi rispettivamente terza, quarta e sesta nella gara senior.
| Pos. | Atlete            | Nazione  | Tempo    | Distacco |
| ---- | ----------------- | -------- | -------- | -------- |
|      | Anna Berreiter    | Germania | 1'24"600 | –        |
|      | Dajana Eitberger  | Germania | 1'24"631 | +0"031   |
|      | Elīna Ieva Vītola | Lettonia | 1'24"637 | +0"037   |
| 4    | Merle Fräbel      | Germania | 1'24"642 | +0"042   |
| 5    | Sandra Robatscher | Italia   | 1'24"715 | +0"115   |
| 6    | Sigita Bērziņa    | Lettonia | 1'24"737 | +0"137   |
| 7    | Kendija Aparjode  | Lettonia | 1'24"783 | +0"183   |
| 8    | Julia Taubitz     | Germania | 1'24"899 | +0"299   |
| 9    | Andrea Vötter     | Italia   | 1'24"940 | +0"340   |
| 10   | Natalie Maag      | Svizzera | 1'24"989 | +0"389   |

### Singolo uomini
La gara fu disputata il 14 gennaio 2022 nell'arco di due manches e presero parte alla competizione 25 atleti in rappresentanza di 11 differenti nazioni; campione uscente era l'austriaco Wolfgang Kindl, che concluse la prova al diciottesimo posto, ed il titolo fu conquistato dal tedesco Max Langenhan, al suo primo podio continentale nella specialità, davanti al connazionale Felix Loch, già altre sei volte a medaglia nel singolo in un europeo -delle quali tre d'oro-, ed al lettone Kristers Aparjods, già con altri due allori ottenuti in precedenti rassegne nel medesimo evento.
La speciale classifica riservata agli atleti under 23 vide primeggiare il lettone Gints Bērziņš sui tedeschi David Nößler e Timon Grancagnolo, classificatisi rispettivamente sesto, ottavo e quattordicesimo nella gara senior.
| Pos. | Atleti              | Nazione    | Tempo    | Distacco |
| ---- | ------------------- | ---------- | -------- | -------- |
|      | Max Langenhan       | Germania   | 1'37"588 | –        |
|      | Felix Loch          | Germania   | 1'37"646 | +0"058   |
|      | Kristers Aparjods   | Lettonia   | 1'37"673 | +0"085   |
| 4    | Nico Gleirscher     | Austria    | 1'37"833 | +0"245   |
| 5    | Dominik Fischnaller | Italia     | 1'37"916 | +0"328   |
| 6    | Gints Bērziņš       | Lettonia   | 1'38"022 | +0"434   |
| 7    | Jozef Ninis         | Slovacchia | 1'38"033 | +0"445   |
| 8    | David Nößler        | Germania   | 1'38"166 | +0"578   |
| 9    | Anton Dukač         | Ucraina    | 1'38"240 | +0"652   |
| 10   | David Gleirscher    | Austria    | 1'38"274 | +0"686   |

### Doppio donne
La gara fu disputata il 14 gennaio 2023 nell'arco di due manches e presero parte alla competizione 12 atlete in rappresentanza di 6 differenti nazioni; il titolo, il primo in questa specialità, fu conquistato dalle italiane Andrea Vötter e Marion Oberhofer davanti alle lettoni Anda Upīte e Sanija Ozoliņa ed alle tedesche Jessica Degenhardt e Cheyenne Rosenthal.
La speciale classifica riservata alle atlete under 23 vide primeggiare le lettoni Anda Upīte e Sanija Ozoliņa sulle tedesche Jessica Degenhardt e Cheyenne Rosenthal e sulle austriache Selina Egle e Lara Kipp, classificatesi rispettivamente seconde, terze e quarte nella gara senior.
| Pos. | Atlete                                       | Nazione  | Tempo    | Distacco |
| ---- | -------------------------------------------- | -------- | -------- | -------- |
|      | Andrea Vötter Marion Oberhofer               | Italia   | 1'26"281 | –        |
|      | Anda Upīte Sanija Ozoliņa                    | Lettonia | 1'26"782 | +0"501   |
|      | Jessica Degenhardt Cheyenne Rosenthal        | Germania | 1'26"839 | +0"558   |
| 4    | Selina Egle Lara Kipp                        | Austria  | 1'26"841 | +0"560   |
| 5    | Raluca Strămăturaru Mihaela-Carmen Manolescu | Romania  | 1'27"917 | +1"636   |
| 6    | Olena Stec'kiv Oleksandra Moch               | Ucraina  | 1'29"515 | +3"234   |

### Doppio uomini
La gara fu disputata il 14 gennaio 2023 nell'arco di due manches e presero parte alla competizione 28 atleti in rappresentanza di 8 differenti nazioni; campioni uscenti erano i tedeschi Toni Eggert e Sascha Benecken, che conclusero la prova al quinto posto, e il titolo fu conquistato dai connazionali Tobias Wendl e Tobias Arlt, già altre dieci volte a medaglia nel doppio in un europeo -delle quali tre d'oro-, davanti ai lettoni Mārtiņš Bots e Roberts Plūme, già con altri due allori ottenuti in precedenti rassegne nel medesimo evento, ed agli altri baltici Eduards Ševics-Mikeļševics e Lūkass Krasts, al loro primo podio continentale nella specialità.
La speciale classifica riservata agli atleti under 23 vide primeggiare i lettoni Eduards Ševics-Mikeļševics e Lūkass Krasts sugli austriaci Juri Gatt e Riccardo Schöpf, classificatisi rispettivamente terzi e quarti nella gara senior, ma non essendo rispettato il criterio del numero minimo di coppie iscritte alla competizione il titolo non venne assegnato.
| Pos. | Atleti                                   | Nazione  | Tempo    | Distacco |
| ---- | ---------------------------------------- | -------- | -------- | -------- |
|      | Tobias Wendl Tobias Arlt                 | Germania | 1'24"022 | –        |
|      | Mārtiņš Bots Roberts Plūme               | Lettonia | 1'24"084 | +0"062   |
|      | Eduards Ševics-Mikeļševics Lūkass Krasts | Lettonia | 1'24"111 | +0"089   |
| 4    | Juri Gatt Riccardo Schöpf                | Austria  | 1'24"216 | +0"194   |
| 5    | Toni Eggert Sascha Benecken              | Germania | 1'24"291 | +0"269   |
| 6    | Emanuel Rieder Simon Kainzwaldner        | Italia   | 1'24"355 | +0"333   |
| 7    | Thomas Steu Lorenz Koller                | Austria  | 1'24"356 | +0"334   |
| 8    | Yannick Müller Armin Frauscher           | Austria  | 1'24"550 | +0"528   |
| 9    | Ludwig Rieder Patrick Rastner            | Italia   | 1'24"664 | +0"642   |
| 10   | Ihor Hoi Rostyslav Levkovyč              | Ucraina  | 1'25"792 | +1"770   |

### Gara a squadre
La gara fu disputata il 15 gennaio 2023 e ogni squadra nazionale prese parte alla competizione con un'unica formazione; nello specifico la prova vide la partenza di una "staffetta" composta da una singolarista donna, un singolarista uomo e da un doppio, che scesero lungo il tracciato consecutivamente senza interruzione dei tempi tra un componente e l'altro per ognuna delle 7 formazioni in gara; il tempo totale così ottenuto laureò campione la nazionale lettone di Elīna Ieva Vītola, Kristers Aparjods, Mārtiņš Bots e Roberts Plūme davanti alla squadra tedesca composta da Anna Berreiter, Max Langenhan, Tobias Wendl e Tobias Arlt ed a quella italiana formata da Sandra Robatscher, Dominik Fischnaller, Emanuel Rieder e Simon Kainzwaldner.
| Pos. | Nazione    | Atleti                                                                       | Tempo    | Distacco |
| ---- | ---------- | ---------------------------------------------------------------------------- | -------- | -------- |
|      | Lettonia   | Elīna Ieva Vītola Kristers Aparjods Mārtiņš Bots / Roberts Plūme             | 2'13"143 | –        |
|      | Germania   | Anna Berreiter Max Langenhan Tobias Wendl / Tobias Arlt                      | 2'13"510 | +0"367   |
|      | Italia     | Sandra Robatscher Dominik Fischnaller Emanuel Rieder / Simon Kainzwaldner    | 2'13"917 | +0"774   |
| 4    | Ucraina    | Olena Stec'kiv Andrij Mandzij Ihor Hoi / Rostyslav Levkovyč                  | 2'14"897 | +1"754   |
| 5    | Slovacchia | Katarína Šimoňáková Jozef Ninis Tomáš Vaverčák / Matej Zmij                  | 2'14"931 | +1"788   |
| DNF  | Austria    | Madeleine Egle Nico Gleirscher Juri Gatt / Riccardo Schöpf                   | –        | –        |
| DSQ  | Polonia    | Klaudia Domaradzka Mateusz Sochowicz Wojciech Chmielewski / Jakub Kowalewski | –        | –        |

## Medagliere
| Pos.   | Nazione  | Oro | Argento | Bronzo | Totale |
| ------ | -------- | --- | ------- | ------ | ------ |
| 1      | Germania | 3   | 3       | 1      | 7      |
| 2      | Lettonia | 1   | 2       | 3      | 6      |
| 3      | Italia   | 1   | 0       | 1      | 2      |
| Totale | Totale   | 5   | 5       | 5      | 15     |